# هستامين
الهِيستامين (بالإنجليزية: Histamine)‏ هو مركب عضوي نيتروجين ينتج من إزالة مجموعة الكربوكسيل من حمض الهستيدين الأميني ، ويتكون من حلقة إيميدازول متصلة بسلسلة إيثيل أمين . يفرز من الخلايا الصارية والخلايا القاعدية الموجودة في الأغشية المخاطية التي تبطن الأنف والفم والعين والرئة وأسطح الجسم الداخلية بالإضافة إلى محيط الأوعية الدموية.  ويشارك في العديد من الوظائف الفيسيولوجية في الجسم كالاستجابة التحسسية ،بالإضافة إلى تنظيم الوسط الحامضي في القناة الهضمية، يعمل أيضًا  ناقِلًا عصبيًّا  في الدماغ والحبل الشوكي. منذ اكتشاف الهِستامين  عام 1910 تم اعتباره على أنه هرمون  إلا أنه لا يفرز من غدد متخصصة كما في الهرمونات التقليدية ؛ ومع ذلك في السنوات الأخيرة   صُنِّفَ   ناقِلًا عصبيًّا  مركزيًّا. يشارك الهِستامين في الاستجابة الالتهابية وله دور مهم في الحساسية والاستجابة المناعية لمسببات الأمراض .

## التكوين
ينتج الهِستامين عن طريق نزع مجموعة الكربوكسيل من حمض الهيستيدين الأميني بواسطة إنزيم هيستيدين ديكاربوكسيلاز . بمجرد تكوين الهِستامين يتم تخزينه أو تعطيله بسرعة عن طريق أنزيمات مثل  هِستامين- N- ميثيل ترانسفيراز أو ديامين أوكسيديز.  في الجهاز العصبي المركزي يتم تكسير الهِستامين المنطلق في المشبك العصبي  بواسطة هِستامين- N- ميثيل ترانسفيراز ، بينما في الأنسجة الأخرى ، قد يعمل كلا الإنزيمين معًا . كما  تقوم العديد من الإنزيمات الأخرى مثل MAO-B وALDH2  بمعالجة الهِستامين وإعادة تدويره. يمكن  لبعض البكتيريا إنتاج الهِستامين باستخدام إنزيم هيستيدين ديكاربوكسيلاز .هناك  شكل من أمراض تسمم الغذاء يطلق  عليه تسمم الأسقمري وهو سم هِستاميني تنتجه البكتيريا في أسماك الأسقمري.  تحتوي الأطعمة والمشروبات المخمرة بشكل طبيعي على كميات صغيرة من الهِستامين نتيجة لعملية تحويل مماثلة يتم إجراؤها عن طريق تخمير البكتيريا.

## الإفراز
يتم إنتاج معظم الهِستامين في الجسم في حبيبات  الخلايا البدينة وخلايا الدم البيضاء القاعدية التي تكثر في الأغشية المخاطية في الأنف والفم  والعين والرئة وأسطح الجسم الداخلية بالإضافة إلى تواجدها حول الأوعية الدموية.  عُثِر على هِستامين في العديد من الأنسجة بما في ذلك منطقة ما تحت المهاد في الدماغ  حيث يعمل  ناقِلًا عصبيًّا .كذلك يطلق ويُخزَّن الهستامين في الخلايا شبيهة المعوية أليفة الكروم الموجودة في الغدد المعدية. تعد  الاستجابة المناعية أو استجابة الحساسية من أهم الآليات التي يلعبها الهِستامين  في حالات الحساسية حيث ترتبط المواد المسببة للحساية على الجسم المضاد IgE مشكلة معقد من المادة المسببة للحساسية والجسم المضاد الذي بدوره يرتبط على أغشية الخلايا الصارية مؤديًا إلى إطلاق الهِستامين.  أيضًا يمكن لبعض الأمينات والقلويدات، بما في ذلك العقاقير مثل المورفين، وبوليمكسين أن تسبب في إطلاق الهِستامين.

## التحلل
يتم إطلاق الهِستامين بواسطة الخلايا البدينة كاستجابة مناعية ويتحلل لاحقًا عن طريق إنزيم ديامين أوكسيديز، وهستامين-إن-ميثيل ترانسفيراز.  يعتبر تحلل الهستامين أمرًا ضروريًا للوقاية من تفاعلات الحساسية تجاه المواد غير الضارة. يتم تعبير إنزيم الديامين أوكسيديز  عادةً في الخلايا الضهارية المكونة لزغبات الغشاء المخاطي في الأمعاء الدقيقة.  يؤدي انخفاض نشاط إنزيم ديامين أوكسيديز إلى زيادة امتصاص الهِستامين من الأمعاء وبالتالي زيادة تركيزه في الدم. تلعب الخلايا البدينة دورًا مناعيًا مهمًا من خلال حماية الجسم من المستضدات، حيث تحفيز الاستجابات الالتهابية. ويعد تواجدها في الجهاز الهضمي أمرًا ضروريًا لكبح مسببات الأمراض التي تدخل الجسم، إلا أن الأشخاص المصابين بمتلازمة تنشيط الخلايا البدينة يظهر  لديهم حساسية واسعة النطاق وردود فعل تحسسية يرافقها إطلاق كميات كبيرة من الهِستامين من الخلايا البدينة . كذلك يمكن أن يكون الإطلاق المفرط للهستامين ناتجًا عن إشارات داخلية غير فعالة من الخلايا البدينة  في مثل هذه الحالات قد لا يتمكن الجسم من إنتاج ما يكفي من الإنزيمات للتخلص من الهستامين الزائد. غالبًا ما يتم اعتبار الهستامين سبب محتمل للأمراض المتعلقة بالاستجابة المفرطة للجهاز المناعي. ففي مرضى الربو  يرتبط التنشيط المفرط لمستقبلات الهِستامين في الرئتين بالتشنج القصبي وانسداد مجرى الهواء وإنتاج المخاط الزائد وتعد الطفرات في الإنزيمات المسؤولة عن تحلل الهستامين أكثر شيوعًا في المرضى الذين يعانون من الربو وفرط الحساسية أكثر من المصابين بالربو فقط.

## تأثيراته على الجسم
على الرغم من أن الهِستامين جزيء صغير نسبيًا مقارنة بالجزيئات البيولوجية الأخرى حيث يحتوي على 17 ذرة فقط إلا أنه يلعب دورًا مهمًا في الجسم ويشارك في 23 وظيفة فسيولوجية مختلفة؛ ويرجع هذا التأثير الواسع إلى خصائصه الكيميائية التي تسمح له بالتفاعل والارتباط والتوافق بسهولة أكبر.

### توسع الأوعية وانخفاض ضغط الدم
عُرف منذ أكثر من مائة عام أن حقن الهِستامين يسبب انخفاضًا في ضغط الدم.  تتعلق الآلية الأساسية بكلٍ من فرط نفاذية الأوعية الدموية وتوسع الأوعية.  يتسبب ارتباط الهِستامين بالخلايا التي تبطن الأوعية الدموية _بتقلصها  حيث يخلق هذا التقلص جيوب بين الخلايا تزيد من نفاذية الأوعية الدموية وبالتالي يزيد من تسرب السوائل من الأوعية الدموية.  كما أنه يحفز تخليق وإطلاق العديد من  المواد المرخية لخلايا العضلات الملساء الوعائية، مثل أكسيد النيتريك وعوامل فرط الاستقطاب المشتقة من البطانة والمركبات الأخرى، مما يؤدي إلى تمدد الأوعية الدموية، وتلعب هاتان الآليتان دورًا رئيسيًا في صدمة الحساسية.

### التأثيرات على الأغشية المخاطية في الأنف
تؤدي زيادة نفاذية الأوعية الدموية إلى تسرب السوائل من الشعيرات الدموية إلى الأنسجة، مما يؤدي إلى الأعراض الكلاسيكية لرد الفعل  التحسسي التي تشمل سيلان الأنف والدموع. كما أن ارتباط مسببات الحساسية والأجسام المضادة IgE على الأغشية المخاطية للتجويف الأنفي_ أن يؤدي إلى العطس بسبب التحفيز العصبي الحسي المرتبط بالهِستامين، ويؤدي كذلك إلى احتقان الأنف بسبب احتقان الأوعية الدموية المرتبط بتوسع الأوعية وزيادة نفاذية الشعيرات الدموية.

#### تنظيم النوم والاستيقاظ
الهِستامين هو ناقل عصبي يتم إطلاقه من الخلايا العصبية الهستامينية التي توجد في منطقة ما تحت المهاد.  توجد أجسام الخلايا في منطقة ما تحت المهاد الخلفي المعروف باسم نواة درنة الثدي (TMN).  تتكون عصبونات الهِستامين في هذه المنطقة من نظام الهِستامين الدماغي، الذي يوجد على نطاق واسع في جميع أنحاء الدماغ ويتضمن محاور  القشرة، وحزمة الدماغ الأمامي (medial forebrain bundle)، والحاجز الأمامي (medial septum)، ونواة الشريط ( nucleus of the diagonal band)، ومنطقة السقيفة البطنية (ventral tegmental are)، واللوزة (amygdala)، والمخطط (striatum)، والمادة السوداء(substantia nigra)، والحصين (hippocampus)، وأماكن أخرى. تشارك الخلايا العصبية الهستامينية في تنظيم دورة النوم والاستيقاظ وتعزيز الإثارة، حيث يرتبط معدل إفراز الهستامين من الخلايا العصبية الهستامينية ارتباطًا طرديًا بحالة الإثارة لدى الفرد، ويزيد إفراز هذه الخلايا خلال فترات اليقظة ويقل أثناء فترات الاسترخاء والتعب، ويتوقف تمامًا أثناء النوم.

### تأثيره على حمض المعدة
تفرز الخلايا  الخلايا شبيهة المعوية أليفة الكروم الموجودة داخل الغدد المعدية في المعدة _الهِستامين الذي يحفز الخلايا الجدارية القريبة عن طريق الارتباط بمستقبل H2.  يؤدي تحفيز الخلية الجدارية إلى امتصاص ثاني أكسيد الكربون والماء من الدم، الذي يتم تحويله بعد ذلك إلى حمض الكربونيك بواسطة إنزيم الأنهيدراز الكربوني. يتفكك حمض الكربونيك  داخل سيتوبلازم الخلية الجدارية  بسهولة إلى أيونات الهيدروجين والبيكربونات.  تنتشر أيونات البيكربونات  عبر الغشاء القاعدي وفي مجرى الدم، بينما يتم ضخ أيونات الهيدروجين في تجويف المعدة عبر مضخة K+ / H+ ATPase.  يتوقف إطلاق الهِستامين عندما يبدأ الرقم الهيدروجيني للمعدة في الانخفاض.  يمكن لبعض مضادات الهِستامين، مثل رانيتيدين أن تمنع إرتباط الهستاميين علي مستقبلات H2  مما يؤدي إلى انخفاض إفراز أيون الهيدروجين وبالتالي انخفاض حموضة المعدة.

### التأثيرات الوقائية
في حين أن للهِستامين تأثيرات تحفيزية على الخلايا العصبية، إلا أن له أيضًا تأثيرات تثبيطية تقي من التعرض لنوبات التشنج، والتحسس من الأدوية، وحساسية إزالة العصب، والآفات الإقفارية والإجهاد.  كما أن الهِستامين يتحكم في الآليات التي يتم من خلالها نسيان التعلم والذكريات.

### الانتصاب والوظيفة الجنسية
يمكن أن يحدث الهِستامين فقدان الرغبة الجنسية وفشل الانتصاب أثناء العلاج بمضادات مستقبلات الهِستامين H2 مثل السيميتيدين والرانيتيدين والريسبيريدون. لقد تم اقتراح أن مضادات H2 قد تسبب صعوبات جنسية عن طريق تقليل الارتباط الوظيفي لهرمون التستوستيرون بمستقبلاته الداخلية.

### الفُصام
تزداد مُستقبلات الهِستامين في السائل الدماغي الشوكي للأشخاص المصابين بالفصام، بينما تنخفض كفاءة مستقبلاته H1.العديد من الأدوية غير النمطية المضادة للذهان لها تأثير على زيادة إنتاج الهِستامين  لذا قد تبدو مستويات الهِستامين  غير متوازنة لدى الأشخاص الذين يعانون من هذه الاضطرابات.

### التصلب المتعدد
تجري حاليًا دراسة إمكانية استخدام الهستامين كعلاج للتصلب المتعدد. أظهرت إحدى الدراسات أن مستقبلات H1 وH4 تؤدي إلى نتائج عكسية في علاج مرض التصلب العصبي المتعدد.  يُعتقد أيضًا أن مستقبلات H1 وH4 من شأنها أن تزيد من نفاذية الحاجز الدموي الدماغي، وبالتالي تزيد من تسلل الخلايا غير المرغوب فيها إلى الجهاز العصبي المركزي.  يمكن لهذا أن يتسبب في حدوث التهابات التي من شأنها أن تفاقم من مرض التصلب العصبي المتعدد. لقد ثبت أن الهستامين يساعد في تمايز الخلايا التائية؛ وهذا مهم لأن في مرض التصلب العصبي المتعدد، يهاجم الجهاز المناعي أغلفة المايلين الخاصة به على الخلايا العصبية (مما يؤدي إلى فقدان وظيفة الإشارة وتآكل الأعصاب في نهاية المطاف). يمكن لمساعدة الخلايا التائية على التمايز أن تحد من احتمالية مهاجمة الخلايا التائية لخلايا الجسم.

### الاضطرابات
كجزء لا يتجزأ من جهاز المناعة، قد يكون الهستامين سببًا في اضطرابات الجهاز المناعي. فيمكن لمرض كثرة الخلايا البدينة أن يرفع من إنتاج الهِستامين وبالتالي يؤدي هذه التراكم إلى ظهور أعراض مثل الطفح الجلدي، والحكة، واحمرار الجلد والعينين، وتورم الوجه، وسيلان الأنف، والاحتقان، والصداع، ونوبات الربو.

## تاريخ
تم وصف خصائص الهِستامين، التي كانت تسمى آنذاك β-imidazolylethylamine، لأول مرة في عام 1910 من قبل العالمين البريطانيين Henry H. Dale وP.P.  ليدلو.  بحلول عام 1913، أصبح اسم الهِستامين قيد الاستخدام.

## الاستخدام
يستخدم الهستامين علاجيا كمادة تشخيصية لفحص كفاءة إفرازات الجهاز الهضمي، ولحالات بعض أنواع السرطانات المتقدمة، وفقدان السمع، ومرض منيير، والآلام العصبية بالوجه، ولتشخيص حالات فصام العقل وذلك لما له من خاصية فارماكولوجية عالية في توسيعه للأوعية الدموية.